# Ponto de flecha

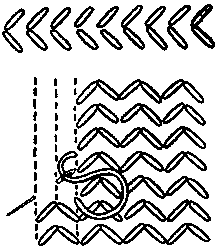
Execução do ponto de flecha

Ponto de flecha é um ponto de bordado do tipo reto, é também conhecido como Point natté.

## Utilização
É muito utilizado para cobertura leve e para formar fileiras de pontos, também é confeccionado aos pares para obter um efeito de salpicado.

## Execução
Deve ser executado de preferência em tecidos de Trama uniforme já que a regularidade é a principal característica desse ponto. Também pode formar linha quando trabalhado aos pares ao longo de uma coluna. Pode ser trabalhado horizontal ou verticalmente e é formado ao se trabalhar dois pontos retos à direita uns dos outros. Quando usado para cobertura, deve tocar o ponto anterior. O ponto de flecha também pode ser espalhado em pares para um efeito pulverizado.